# Jablanica, Gornji Milanovac
Jablanica (izvirno srbsko Јабланица) je naselje v Srbiji, ki upravno spada pod Občino Gornji Milanovac; slednja pa je del Moraviškega upravnega okraja.

## Demografija
V naselju živi 287 polnoletnih prebivalcev, pri čemer je njihova povprečna starost 49,0 let (48,3 pri moških in 49,6 pri ženskah). Naselje ima 114 gospodinjstev, pri čemer je povprečno število članov na gospodinjstvo 2,90.
To naselje je popolnoma srbsko (glede na rezultate popisa iz leta 2002), a v času zadnjih treh popisov je opazno zmanjšanje števila prebivalcev.
|  |

| Demografija | Demografija     | Demografija     |
| Leto        | Št. prebivalcev | Št. prebivalcev |
| ----------- | --------------- | --------------- |
|             |                 |                 |
|             |                 |                 |
|             |                 |                 |
|             |                 |                 |
| 1948        | 818             |                 |
| 1953        | 795             |                 |
| 1961        | 681             |                 |
| 1971        | 557             |                 |
| 1981        | 508             |                 |
| 1991        | 416             | 404             |
| 2002        | 341             | 331             |
|             |                 |                 |

| Etnična sestava po popisu iz leta 2002 | Etnična sestava po popisu iz leta 2002 | Etnična sestava po popisu iz leta 2002 | Etnična sestava po popisu iz leta 2002 | Etnična sestava po popisu iz leta 2002 |
| -------------------------------------- | -------------------------------------- | -------------------------------------- | -------------------------------------- | -------------------------------------- |
| Srbi                                   | Srbi                                   |                                        | 331                                    | 100,0%                                 |
| Neznano                                | Neznano                                |                                        | 0                                      | 0,0%                                   |